# Soluzione dei due Stati (Cipro)
La soluzione dei due Stati per la questione di Cipro si riferisce alla proposta di divisione permanente dell'isola di Cipro in uno stato turco-cipriota a nord e uno stato greco-cipriota a sud, in contrasto con le varie proposte di riunificazione che sono state suggerite da quando l'isola fu divisa in due parti dall'invasione turca del 1974. La soluzione dei due Stati comporterebbe la legalizzazione dello status quo, dove i greco-ciprioti governano la parte meridionale dell'isola e i turco-ciprioti governano la parte settentrionale, quest'ultima attualmente non riconosciuta da nessun Paese al di fuori della Turchia.

## Supporto alla soluzione dei due Stati
In generale, la Turchia ha spesso espresso il proprio sostegno alla soluzione dei due Stati come alternativa alla riunificazione, in particolare dal presidente turco Recep Tayyip Erdoğan durante la sua visita a Nicosia Nord nel 2014. Secondo i media greco-ciprioti, la soluzione dei due Stati è spinta dalla Turchia nel caso in cui il processo di pace mediato dalle Nazioni Unite fallisca.
Nel dicembre 2021, il presidente di Cipro Nord Ersin Tatar ha detto che ci sono due stati separati sull'isola e la parte turco-cipriota non accetterà una soluzione sulla base di una federazione e non farà un passo indietro dalla nuova politica di due stati separati, che è pienamente sostenuta dalla Turchia.

## Opposizione alla soluzione dei due Stati
L'ONU ha cercato di ottenere la soluzione della controversia attraverso la riunificazione di Cipro secondo un modello federale previsto del Piano Annan che risulta l'esempio più concreto sebbene sia stato bocciato dai greco-ciprioti nel 2004.
Nel 2021 la presidente della Commissione europea Ursula von der Leyen, durante una visita a Nicosia, ha ribadito l'opposizione dell'Unione europea alla soluzione dei due Stati.